# Coupe de France de football 1999-2000
 (juillet 2018).
Navigation
Coupe de France 1998-1999 Coupe de France 2000-2001
La Coupe de France de football 1999-2000 est la 83e édition de la Coupe de France, une compétition à élimination directe mettant aux prises des clubs de football amateurs et professionnels à travers la France. Elle est organisée par la Fédération française de football (FFF) et ses ligues régionales.
La coupe est remportée par le FC Nantes qui s'impose en finale 2-1 face au Calais RUFC.
Ce fut la troisième Coupe de France remportée par les Canaris, mais cette édition reste surtout dans les annales en raison du parcours exceptionnel du club amateur de Calais.

## Trente-deuxièmes de finale
Les trente-deuxièmes de finale ont eu lieu les 21, 22 et 23 janvier 2000. Les 18 clubs de 1re division ont fait leur entrée en lice.
| Équipe 1                       | Score | Équipe 2                    |        |
| ------------------------------ | ----- | --------------------------- | ------ |
| Stade lavallois (D2)           | 0 - 0 | CS Sedan-Ardennes (D1)      | 3-2 ** |
| FC Sochaux (D2)                | 2 - 2 | Le Havre AC (D1)            | 2-4 ** |
| Amiens SC (D2)                 | 1 - 0 | AJ Auxerre (D1)             |        |
| FC Lorient (D2)                | 2 - 1 | Montpellier HSC (D1)        |        |
| Stade rennais (D1)             | 2 - 0 | LB Châteauroux (D2)         |        |
| RC France (Nat.)               | 0 - 1 | AS Monaco (D1)              |        |
| Pacy VEF (Nat.)                | 0 - 2 | FC Metz (D1)                |        |
| Besançon RC (Nat.)             | 2 - 1 | RC Lens (D1)                |        |
| Thouars Foot 79 (Nat.)         | 1 - 0 | AS Nancy-Lorraine (D1)      |        |
| Grenoble Foot (Nat.)           | 1 - 2 | AS Saint-Étienne (D1)       | *      |
| Vannes OC (CFA)                | 0 - 1 | ES Troyes AC (D1)           |        |
| Olympique Saint-Quentin (CFA)  | 1 - 0 | SC Bastia (D1)              |        |
| Limoges FC (CFA)               | 3 - 4 | Paris SG (D1)               |        |
| Tours FC (CFA)                 | 0 - 1 | Olympique lyonnais (D1)     | *      |
| ES Segré (CFA)                 | 0 - 1 | Olympique de Marseille (D1) |        |
| US Marignane (CFA2)            | 0 - 1 | RC Strasbourg (D1)          |        |
| SC Schiltigheim (CFA2)         | 1 - 3 | Girondins de Bordeaux (D1)  |        |
| FA Carcassonne Villalbe (CFA2) | 1 - 4 | FC Nantes (D1)              |        |
| Nîmes Olympique (D2)           | 2 - 0 | CS Louhans-Cuiseaux (D2)    |        |
| FC Gueugnon (D2)               | 1 - 0 | US Créteil-Lusitanos (D2)   |        |
| Calais RUFC (CFA)              | 1 - 1 | Lille OSC (D2)              | 7-6 ** |
| La Roche Vendée Football (CFA) | 1 - 1 | Toulouse FC (D2)            | 4-5 ** |
| Aurillac FCA (CFA)             | 0 - 1 | AS Cannes (D2)              |        |
| USON Mondeville (CFA2)         | 0 - 2 | ASOA Valence (D2)           |        |
| AS Lyon Duchère (DH)           | 1 - 3 | Chamois niortais FC (D2)    |        |
| Baume-les-Dames (CFA2)         | 1 - 1 | AS Évry (Nat.)              | 5-4 ** |
| Levallois SC (CFA2)            | 0 - 1 | Red Star (Nat.)             |        |
| GSI Pontivy (CFA)              | 1 - 0 | Stade Brestois (CFA)        |        |
| AS Porto Vecchio (CFA)         | 1 - 1 | Vaulx-en-Velin (CFA2)       | 4-3 ** |
| Langon-Castet FC (CFA2)        | 3 - 0 | US Montagnarde (CFA2)       |        |
| FC Montceau Bourgogne (DH)     | 3 - 2 | Vesoul HSF (CFA2)           |        |
| Les Herbiers VF (CFA2)         | 3 - 0 | AFC Compiègne (DH)          |        |

 *  - après prolongation

 **  - aux tirs au but

## Seizièmes de finale
Les seizièmes de finale se sont joués les 11 et 12 février 2000.
| Équipe 1                      | Score      | Équipe 2                   |       |
| ----------------------------- | ---------- | -------------------------- | ----- |
| Olympique lyonnais (D1)       | 1 - 0      | ES Troyes AC (D1)          |       |
| Olympique de Marseille (D1)   | 3 - 4      | FC Gueugnon (D2)           |       |
| AS Saint-Étienne (D1)         | 0 - 0 a.p. | FC Lorient (D2)            | 3-4 * |
| Besançon RC (Nat.)            | 2 - 2 a.p. | RC Strasbourg (D1)         | 2-4 * |
| Red Star (Nat.)               | 1 - 0      | Le Havre AC (D1)           |       |
| Thouars Foot 79 (Nat.)        | 1 - 2      | AS Monaco (D1)             |       |
| AS Porto Vecchio (CFA)        | 1 - 4      | Girondins de Bordeaux (D1) |       |
| Olympique Saint-Quentin (CFA) | 1 - 3 a.p. | FC Metz (D1)               |       |
| Baume-les-Dames (CFA2)        | 0 - 2      | Paris SG (D1)              |       |
| Les Herbiers VF (CFA2)        | 0 - 4      | Stade rennais (D1)         |       |
| FC Montceau Bourgogne (DH)    | 0 - 6      | FC Nantes (D1)             |       |
| Amiens SC (D2)                | 1 - 1 a.p. | Stade lavallois (D2)       | 5-3 * |
| Chamois niortais FC (D2)      | 0 - 3      | AS Cannes (D2)             |       |
| Nîmes Olympique (D2)          | 1 - 0      | Toulouse FC (D2)           |       |
| GSI Pontivy (CFA)             | 2 - 1      | ASOA Valence (D2)          |       |
| Calais RUFC (CFA)             | 3 - 0      | Langon-Castet FC (CFA2)    |       |

 *  - aux tirs au but

## Huitièmes de finale
Les huitièmes de finale se sont joués les 4 et 5 mars 2000.
| Équipe 1                   | Score      | Équipe 2                |       |
| -------------------------- | ---------- | ----------------------- | ----- |
| Girondins de Bordeaux (D1) | 1 - 0      | FC Metz (D1)            |       |
| RC Strasbourg (D1)         | 1 - 0      | Paris SG (D1)           |       |
| Stade rennais (D1)         | 3 - 2      | FC Lorient (D2)         |       |
| FC Nantes (D1)             | 0 - 0 a.p. | FC Gueugnon (D2)        | 5-3 * |
| Red Star (Nat.)            | 1 - 2      | Olympique lyonnais (D1) |       |
| GSI Pontivy (CFA)          | 0 - 4      | AS Monaco (D1)          |       |
| Nîmes Olympique (D2)       | 2 - 0      | Amiens SC (D2)          |       |
| Calais RUFC (CFA)          | 1 - 1 a.p. | AS Cannes (D2)          | 4-1 * |

 *  - aux tirs au but

## Quarts de finale
Les quarts de finale se sont joués les 18 et 19 mars 2000. Les amateurs de Calais ont créé la sensation en éliminant le Racing Club de Strasbourg, club de Division 1.
| Équipe 1                   | Score      | Équipe 2             |   |
| -------------------------- | ---------- | -------------------- | - |
| Olympique lyonnais (D1)    | 1 - 3      | AS Monaco (D1)       |   |
| FC Nantes (D1)             | 2 - 1 a.p. | Stade rennais (D1)   | * |
| Girondins de Bordeaux (D1) | 1 - 0      | Nîmes Olympique (D2) |   |
| Calais RUFC (CFA)          | 2 - 1      | RC Strasbourg (D1)   |   |

 *  - après prolongation

## Demi-finales
Les demi-finales se sont jouées le 12 avril 2000. Calais a réussi un nouvel exploit en éliminant un second club de D1, en l'occurrence les Girondins de Bordeaux, champions de France en titre. C'est la première fois dans l'histoire de la Coupe de France qu'un club de quatrième niveau atteint la finale.
| Équipe 1          | Score      | Équipe 2                   |   |
| ----------------- | ---------- | -------------------------- | - |
| AS Monaco (D1)    | 0 - 1      | FC Nantes (D1)             |   |
| Calais RUFC (CFA) | 3 - 1 a.p. | Girondins de Bordeaux (D1) | * |

 *  - après prolongation

## Finale
| Clubs       | FC Nantes - Calais RUFC |
| Score       | 2-1 (0-1) |
| Date        | 7 mai 2000 |
| Stade       | Stade de France, Saint-Denis 78 717 spectateurs |
| Arbitre     | M. Claude Colombo |
| Buts        | Jérôme Dutitre (34e) pour Calais; Antoine Sibierski (50e) et (90e, sur pen.) pour Nantes. |
| FC Nantes   | Mickaël Landreau -Jean-Marc Chanelet, Nicolas Gillet, Nestor Fabbri, Salomon Olembe-Éric Carrière, Mathieu Berson, Antoine Sibierski-Charles Devineau (puis Olivier Monterrubio, 69e), Alioune Toure (puis Alain Caveglia, 73e), Frédéric Da Rocha Entraîneur : Raynald Denoueix                   |
| Calais RUFC | Cédric Schille-Jocelyn Merlen, Fabrice Baron, Grégory Deswarte, Réginald Becque -Cédric Jandau, Grégory Lefebvre (puis Stéphane Canu, 54e), Emmanuel Vasseur-Christophe Hogard, Mickaël Gérard, Jérôme Dutitre (puis Mathieu Millien, 54e; puis Benoît Lestavel, 93e) Entraîneur : Ladislas Lozano |